# Ториче
Ториче (итал. Torrice) је насеље у Италији у округу Фрозиноне, региону Лацио.
Према процени из 2011. у насељу је живело 888 становника. Насеље се налази на надморској висини од 287 м.

## Становништво
Према резултатима пописа становништва 2011. у општини је живело 4.608 становника.
| 1931. | 1936. | 1951. | 1961. | 1971. | 1981. | 1991. | 2001. | 2011. |
| ----- | ----- | ----- | ----- | ----- | ----- | ----- | ----- | ----- |
| 5.720 | 5.898 | 6.503 | 5.461 | 4.426 | 4.605 | 4.370 | 4.356 | 4.608 |

## Партнерски градови
- Комло